# Heinz Meier (Schauspieler)

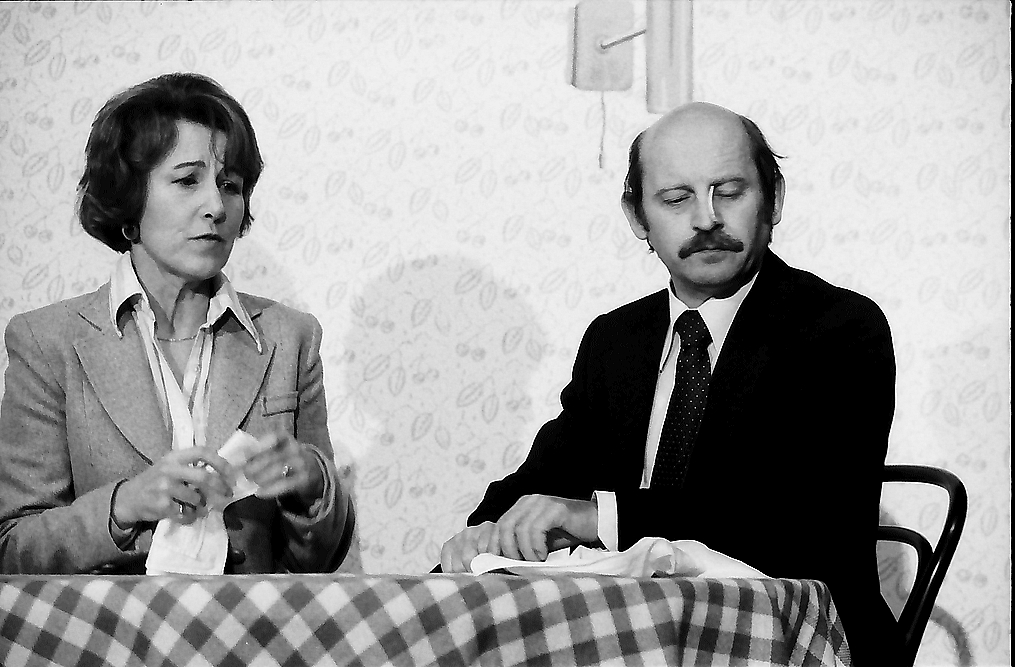
Heinz Meier spielt 1978 im Wallgraben-Theater Loriots Die Nudel

Heinz Meier (* 17. Februar 1930 in Perwissau bei Königsberg; † 21. Juli 2013 in Schliengen, Baden-Württemberg) war ein deutscher Schauspieler und Theaterleiter.

## Leben

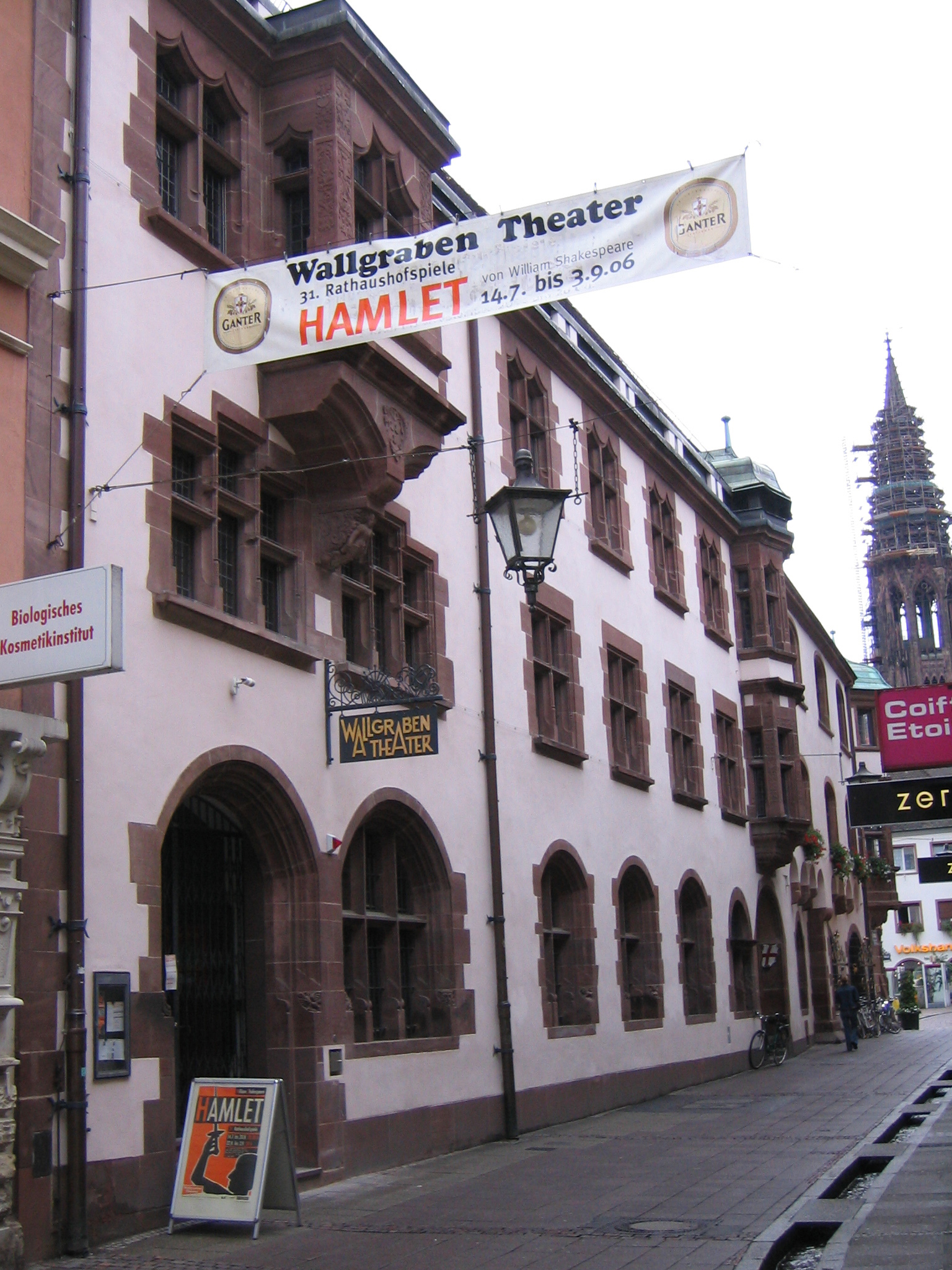
Heinz Meier war 1953 Mitbegründer des Freiburger Wallgraben-Theaters und dessen Co-Leiter von 1957 bis 2003.

Meier studierte nach seinem Abitur in Müllheim von 1950 bis 1956 an der Albert-Ludwigs-Universität Freiburg Literaturgeschichte und Geschichte des Mittelalters. Dort nahm er auch Schauspielunterricht bei Claus Günther und Kurt Hübner.
1953 war er Mitbegründer des Freiburger Wallgraben-Theaters und dessen Leiter von 1957 bis 2003 (zusammen mit Ingeborg Steiert, die 1997 starb). Mit dieser Bühne veranstaltete er zahlreiche Tourneen, er selbst gastierte zudem am Stadttheater Basel und an den Städtischen Bühnen Freiburg. Über vier Jahre machte er in Freiburg Kabarett bei der Gruppe Das Trojanische Pferdchen.
Er blieb danach weiterhin zusammen mit seiner Nachfolgerin, seiner Nichte Regine Effinger, verantwortlicher Inhaber des Theaters. Hier spielte er rund 200 Rollen, vor allem in modernen Theaterstücken, u. a. in Werken von Albert Camus, Jean Cocteau, Eugène Ionesco, Samuel Beckett und Jean-Paul Sartre. Parallel spielte er auch in Filmen mit, etwa beim Freiburger Aka-Filmclub.
Heinz Meier wurde populär, als er von 1976 bis 1979 in der sechsteiligen Fernsehserie Loriot mitwirkte, z. B. als Vater der wiederkehrenden Familie Hoppenstedt (so auch in Weihnachten bei Hoppenstedts oder in dem Sketch mit dem Kosakenzipfel), als Kellner in Schmeckt’s?, als Herr Striebel im Sketch Skat, als Klavierträger Finke („Ein Klavier, ein Klavier“) und als Rentner Erwin Lindemann im Sketch Der Lottogewinner. Zuvor hatte er bereits in Loriots Serie Cartoon (1967 bis 1972) mitgespielt, unter anderem im Sketch Der Astronaut. Diese als Kurzfilme gedrehten Sketche von Loriot spielte Meier zum Teil später auch im Wallgraben-Theater Freiburg.
Er wurde 1982 mit der Verdienstmedaille des Landes Baden-Württemberg ausgezeichnet. 1985 wirkte er mit in den Hörspielen „Verständigung“ und „Lohn der Arbeit“ von Heinz-Werner Geisenberger beim Hessischen Rundfunk. 1987 spielte Meier in der sechsteiligen Mysteryserie Die Insel neben Christian Kohlund die durchgehende Rolle des Quint. 1988 und 1991 war er in Loriots Filmkomödien Ödipussi und Pappa ante portas in Nebenrollen zu sehen.
Meier lebte in Schliengen, wo er am 21. Juli 2013 im Alter von 83 Jahren starb. Er war mit der Schriftstellerin Gisela Bonsels, einer Enkelin von Waldemar Bonsels, verheiratet, die 2008 starb.

## Filmografie (Auswahl)
- 1962: Herr Sylvester stellt Erwägungen an oder Die Kunst sich zu entscheiden
- 1964: Das Martyrium des Peter O’Hey
- 1965: Seraphine oder Die wundersame Geschichte der Tante Flora
- 1966: Große Liebe
- 1967: Der Reichstagsbrandprozess
- 1967: Tätowierung
- 1967: Der Mann aus dem Bootshaus
- 1967–1969: Aktenzeichen XY … ungelöst (2 Folgen) (Fernsehreihe)
- 1968: Lebeck
- 1968: Gold für Montevasall
- 1968: Die Klasse
- 1968: Heimlichkeiten
- 1969: Deine Zärtlichkeiten
- 1969–1975: Der Kommissar (3 Folgen) (Fernsehserie)
- 1970: Eine große Familie
- 1970: Die Person
- 1970: Die Kriminalerzählung (Fernsehserie)
- 1971: Tatort: Kressin und der Laster nach Lüttich (Fernsehreihe)
- 1971: Paul Esbeck
- 1971: Die Weber
- 1971: Ein Fall für Herrn Schmidt
- 1971–1972: Cartoon
- 1972: Der Illegale (Fernsehdreiteiler)
- 1972: Acht Stunden sind kein Tag
- 1973: Hans am Samstag[5]
- 1973: Scheibenschießen
- 1973: Welt am Draht
- 1974: Rückfahrt von Venedig
- 1974: Die Kugel war Zeuge
- 1974: Am Morgen meines Todes
- 1974: Wie würden Sie entscheiden?, Folge 2
- 1974: Zündschnüre
- 1973–1975: Kara Ben Nemsi Effendi (Fernsehserie)
- 1975: Der Katzensteg
- 1976: Tatort: Augenzeuge (Fernsehreihe)
- 1976: Auf Biegen oder Brechen
- 1977: Das höfliche Alptraumkrokodil
- 1977: Spuk in Felixburg (Fernsehfilm)[6]
- 1976–1977: Die Unternehmungen des Herrn Hans (Fernsehserie)
- 1976–1978: Loriot (Fernsehserie)
- 1980: Die Sonnenpferde (Les chevaux du soleil, Fernsehserie)
- 1982: Wer spinnt denn da, Herr Doktor?
- 1983: Die Krimistunde (Fernsehserie, Folge 4, Episode: „Mir gefällt’s in Wilmington“)
- 1985: Polizeiinspektion 1 (Fernsehserie)
- 1986: Ein Fall für zwei (Fernsehserie, Folge 41, Episode: „Schwind paßt auf“)
- 1987: Die Krimistunde (Fernsehserie, Folge 28, Episode: „Die Konkurrenz“)
- 1987: Die Insel (Fernsehserie, 6 Folgen)
- 1988: Ödipussi
- 1988: Zum Beispiel Otto Spalt
- 1988: Oh Gott, Herr Pfarrer (Fernsehserie)
- 1991: Pappa ante portas
- 1992: Wir Enkelkinder
- 1995: Die Tote von Amelung
- 1998: Frau Rettich, die Czerni und ich
- 2002: Goebbels und Geduldig
- 2003: Was nicht passt, wird passend gemacht (Fernsehserie)
- 2009: Dinosaurier – Gegen uns seht ihr alt aus!
- 2012: Interferenz

## Hörspiele (Auswahl)
- 1975: Raymond Ragan Butler: Lachen ist gut für die Seele – Regie: Peter Michel Ladiges (SWF)
- 1985: Katharina Faber: Nachbarn – Regie: Heinz Nesselrath (Hörspiel – SWF/NDR)
- 1991: Karl-Heinz Bölling: Der Kochtopf – Regie: Heidrun Nass
- 1996: Alfred Marquart: Sherlock Holmes und die Whitechapel-Morde (Charles Warren) – Regie: Patrick Blank (Hörspiel – SWF)
- 2010: Hugo Rendler: Finkbeiners Geburtstag. Radio-Tatort, SWR